# Piszki
Piszki (ukránul: Піски) falu Ukrajna Donecki területének Jaszinuvatai járásában. A területi székhely, Doneck központjától 10 km-re északnyugatra fekszik. Lakossága a 2001-es népszámlálás idején 2160 fő volt. Közülük 21,94% ukrán, 77,41% volt orosz anyanyelvű.
A falu mellett található a Balka Vogyana nevű, 1979 óta védett öthektáros terület, ahol jelentős örménygyökér populáció található.
A faluban található a Donecki Mezőgazdasági Intézet.
A falu a Donecki repülőtér mellett, attól nyugatra fekszik. A kelet-ukrajnai háborúban a Donecki repülőtérért vívott heves harcokban többször gazdát cserélt a település. 2014. július 21. óta a falu ukrán ellenőrzés alatt van, de rendszeresen érik orosz szeparatista támadások. A háború előtt kb. 2000 fős faluban 2014 után csak néhány civil maradt. 2015 augusztusában az ottmaradott civilek közül 14 főt evakuáltak és csak hat lakos maradt. A 2022-es orosz inváziót követően a falut súlyos orosz bombázások érték, ami miatt teljesen elnéptelenedett, szellemvárossá vált. Végül 2022 augusztusában orosz megszállás alá került. A falu nagyrészt romos állapotban van.